# Govern interí de Tailàndia sota control militar

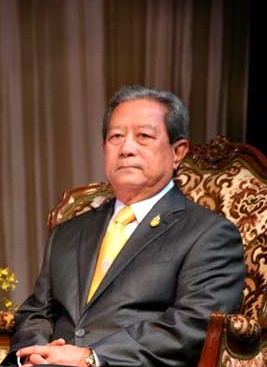
Surayud Chulanont durant una visita del primer Ministre de Bhutan el 26 de novembre de 2007.

El Govern interí de Tailàndia sota control militar es va constituir formalment com a govern civil l'1 d'octubre de 2006 quan la Junta militar, que després del cop d'estat de setembre d'aquest mateix any havia destituït el primer ministre Thaksin Shinawatra, va nomenar el general Surayud Chulanont com a primer ministre amb el l'aprovació del rei Bhumibol Adulyadej.
Després d'un procés de depuració política i militar; la redacció d'una Constitució provisional que va anul·lar de facto la vigent; la constitució d'una Assemblea triada per la Junta militar per a l'elaboració d'una norma fonamental definitiva (la Constitució aprovada en referèndum a l'agost de 2007); la celebració d'eleccions generals el mateix any, el 28 de gener de 2008 va prendre possessió com a primer ministre en Samak Sundaravej, líder del nou Partit del Poder del Poble vinculat políticament al destituït Thaksin Shinawatra.

## Cop d'estat

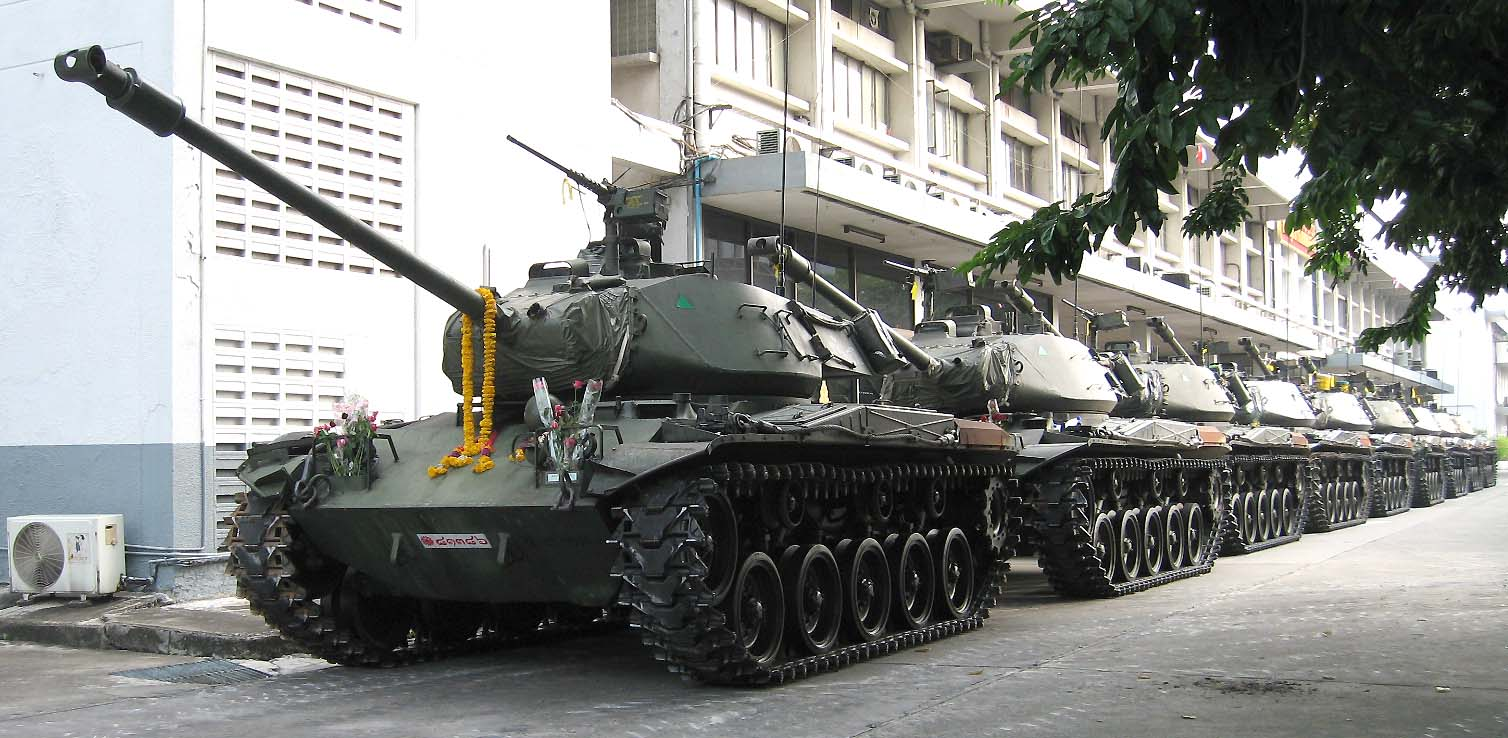
Vehicles blindats al voltant del Ministeri de Defensa de Bangkok durant el cop d'estat.

### Antecedents del cop
A principi del 2006, suposadament a través d'una empresa interposada amb domicili fiscal a les Illes Verges Britàniques, la família de Thaksin Shinawatra va vendre la meitat de les accions de la Shin Corporation, els béns de les quals eren en majoria immobles, a una empresa pública de Singapur. La venda es va fer a través de testaferros, ja que la llei tailandesa no permetia una operació com aquesta a empreses estrangeres. A més, la declaració de venda no va mostrar guanys de capital per la qual cosa van obtenir beneficis fiscals. Quan poc després es van saber els fets, va haver-hi protestes. Shinawatra va convocar eleccions el 8 de maig i l'oposició les va boicotejar en considerar que volia guanyar-les per validar amb el govern a les operacions financeres que s'havien fet. El Tribunal Constitucional de Tailàndia va anul·lar les eleccions i els resultats i va ordenar una altra convocatòria a la tardor.

### El cop d'estat
El 19 de setembre de 2006, unitats militars del Reial Exèrcit Tailandès van fer un cop d'estat durant l'absència del Primer Ministre Thaksin Shinawatra. No va haver-hi resistència de cap altra unitat de l'exèrcit. La junta militar era encapçalada pel general Sonthi Boonyaratglin, que va derogar la Constitució, va dissoldre l'Assemblea Nacional i la Cort Constitucional, va prohibir les activitats dels partits polítics, va instaurar la llei marcial i va decretar la censura de premsa.
Els colpistes van declarar la seva lleialtat al rei Bhumibol Adulyadej i van crear un Consell per a la Reforma Democràtica sota la Monarquia Constitucional que va assumir tots els poders. El monarca va reconèixer el Consell de manera oficial quatre dies després com a "govern provisional". El cop d'estat va ser condemnat per la majoria de la comunitat internacional.

## Govern del Consell per a la Reforma Democràtica
El nou govern provisional va ser presidit pel general Sonthi Boonyaratglin com a president de l'autodenominat Consell per a la Reforma Democràtica sota la Monarquia Constitucional (CRD).
A part de l'abolició de la Constitució de 1997; la prohibició dels drets polítics i l'exercici del dret de manifestació; l'establiment de la censura de premsa i la dissolució del Parlament i la Cort Constitucional, el nou govern va anunciar el propòsit de redactar una nova constitució que eliminés els buits legals, cosa que al seu entendre era imprescindible perquè els futurs governants fossin més responsables. En la mateixa línia, va anunciar la creació d'un comitè especial anticorrupció format per nou membres que investigaria els possibles delictes financers de l'anterior primer ministre, Thaksin.
El nomenament del rei i la composició del Consell per a la Reforma Democràtica en qualitat de govern interí va transmetre's alhora per tots els mitjans de comunicació del país mentre es veia la imatge del general Sonthi i la resta d'integrants de la junta militar prostrats davant del retrat del monarca.

### Acords de gestió pública
De manera provisional, la Junta militar va acordar aprovar el nomenament del senador Kraisak Choonhavan per fer les funcions de Ministre d'Afers exteriors, encara que sense formar part del Consell. Choonhavan va manifestar-se dubtós, al principi, respecte del nomenament a causa de l'oposició de la comunitat internacional al cop d'estat, però finalment va acceptar-lo.
La junta va atorgar plens poders al general Kowit Wattana, que ja n'era membre. Sobretot pel que fa al Cos Superior de Policia, essent nomenat Cap de la Comissió Nacional de Policia que s'havia de remodelar al cap d'un any.
Pridiyathorn Devakula, president del Banc de Tailàndia, va ser nomenat president de la Junta Assessora d'Economia a la disposició del Consell militar. També s'hi van incorporar el president executiu del Bangkok Bank, Kosit Panpiemras; Jada Wattanasiritham del Banc Comercial de Siam; els economistes Ammar Siamwalla i Pasuk Phongpaichit, i l'empresari Santi Vilassakdanont.
L'última decisió del Consell per a la Reforma Democràtica presa l'1 d'octubre, a més de l'aprovació de la Constitució interina i el nomenament del primer ministre, va ser l'alliberament dels tres ministres del govern destituït que havien estat arrestats durant el cop d'estat, així com l'alliberament del secretari general de l'Oficina de l'anterior Primer Ministre: Chitchai Wannasathit, Newin Chidchob, Yongyuth Tipairat i el secretari de l'oficina de Thaksin, Prommin Lertsuridej.

### Investigació per corrupció i frau

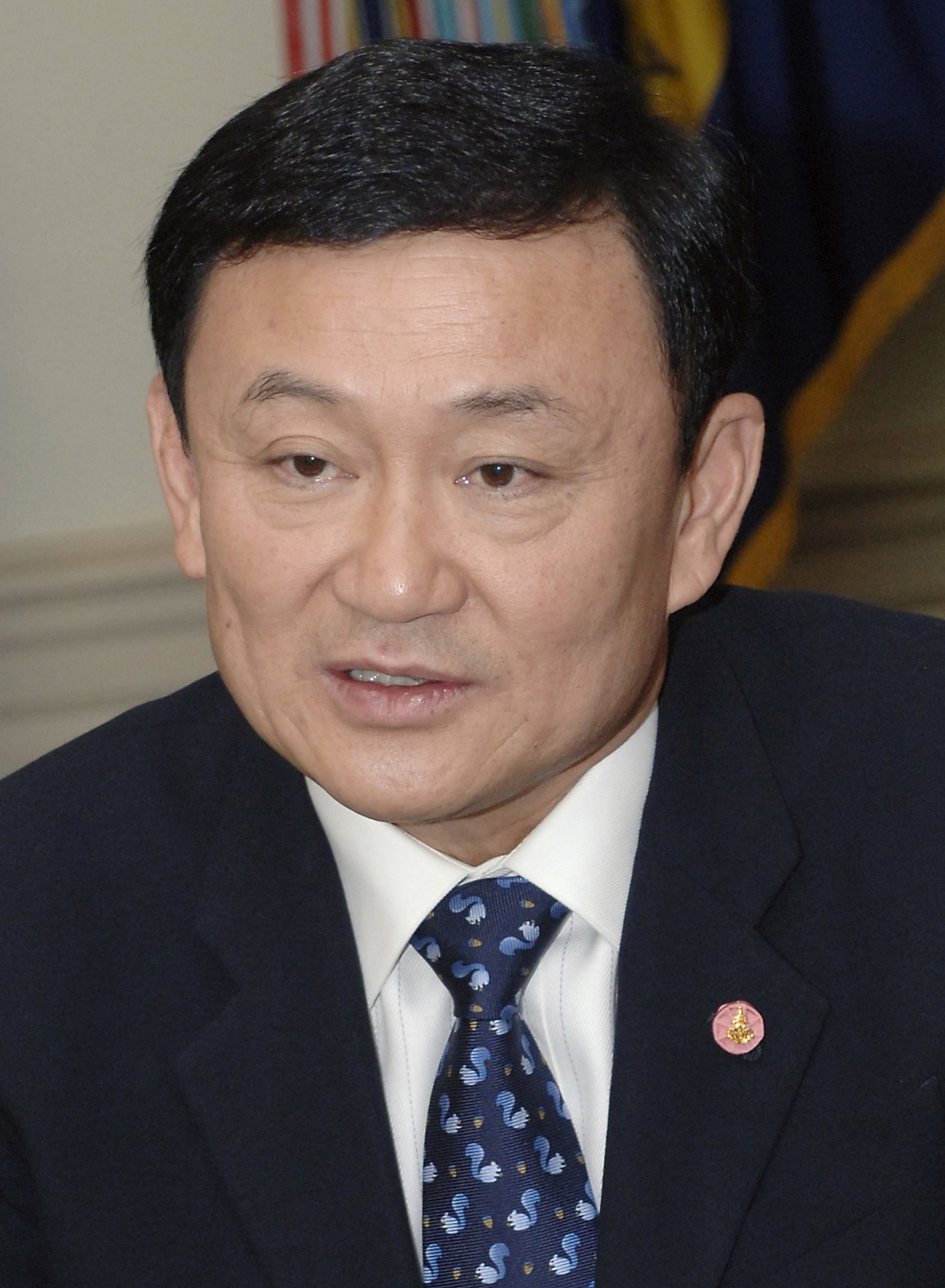
El destituït Thaksin Shinawatra investigat pel Tribunal Suprem, la Comissió Anticorrupció i el Comitè Auditor de Comptes per la possible comissió de diversos delictes.

La decisió més significativa fou la d'iniciar el procés de recerca per un possible cas de corrupció per part de l'anterior primer ministre. El cap de l'acabada de nomenar Comissió Contra la Corrupció Nacional, Parnthep Klanarongran, va manifestar que «qualsevol dany greu que s'hagi comès contra el país haurà de ser investigat.Si algú ha comès un delicte, s'haurà de jutjar». Altres fonts properes a la Junta van assenyalar:
| « | Hi ha prou proves per a creure que els membres del govern anterior varen abusar del seu poder per a beneficiar-se'n personalment. Així que varen causar un mal seriós al país. El consell, per tant, ordena que la comissió investigui les seves accions de govern i els projectes que es varen aprovar o licitar per part del govern. | » |

Es va dotar la Comissió de potestat per confiscar les propietats de titulars dels membres de l'anterior gabinet i els seus familiars que poguessin haver-se adquirit de manera il·lícita.
Al mateix temps es va saber per Europa Press que, segons fonts anònimes de la companyia aèria Thai Airways, el destituït Thaskin podria haver-se endut part de la seva fortuna a l'estranger en 114 maletes i altres embalums carregats en dos avions que van partir de Bangkok els dies 9 i 10 de setembre. Tashkin va organitzar una gira internacional que començava amb una visita a Finlàndia uns dies abans de cop d'estat.
El 14 d'agost de 2007 es va iniciar el primer procés per corrupció contra l'exprimer ministre Thaksin i la seva esposa. Només s'hi van presentar els seus advocats, per això la cort Suprema va ordenar l'arrest de Thaksin i la seva dona que eren a Londres des del cop d'estat de setembre.
El 30 de maig de 2007, la Cort Constitucional va ordenar la dissolució del partit polític del primer ministre destituït, el Thai Rak Thai, acusat de frau electoral en les eleccions d'abril de 2006. A més, es va inhabilitar els dirigents de la formació per a l'exercici de càrrec públic.

### Depuració de l'exèrcit
L'1 d'octubre, al mateix temps que s'aprovava la nova Constitució i era nomenat el primer ministre, va entrar en vigor una completa remodelació dels comandaments militars de les Forces Armades tailandeses, aprovada pel Consell per a la Reforma Democràtica.
En total va afectar 612 caps i oficials, molts eren propers a l'anterior primer ministre Thaksin o s'havien format militarment amb ell. Aquests últims van ser relegats a llocs inactius. El més significatiu va ser el general Lertrat Ratanavanich, que havia de ser ascendit a Cap de la Defensa amb Thaksin i que va ser destinat a Inspecció General de la Defensa, un càrrec simbòlic.
Van ser ascendits els caps i oficials que havien participat en el cop d'estat de manera decisiva. El general Winai Phatthiyakul, secretari del Consell militar, va ser designat Secretari del Consell de Seguretat Nacional; Boonsang Niampradit va ser designat Comandant Suprem de les Reials Forces Armades de Tailàndia; i el Tinent General Viroj Buacharoon, que era conseller de l'exèrcit, va passar a ocupar la Prefectura del Comando de la IV Regió Militar, lloc on operava la guerrilla musulmana.

### Limitacions polítiques, censura de premsa i comunicacions
La Junta va acordar d'ampliar les limitacions a províncies i municipis de les activitats polítiques dictades passats els primers dies del cop d'estat. Les activitats dels partits van ser restablertes el juliol de 2007. Les autoritats militars van haver de reiterar «als responsables dels mitjans de comunicació l'obligació de complir les noves normes; la infracció pot suposar el tancament del mitjà». Es va anunciar, el 21 de setembre, que la Junta militar blocaria l'emissió dels canals de televisió i tallaria el senyal a les ràdios que difonguessin «mala informació i rumors». La censura es va centrar en els mitjans audiovisuals tailandesos i internacionals, com la BBC i la CNN, les imatges de les quals van blocar-se en diverses ocasions des del dia 19 de setembre.
El Ministeri d'Informació va assenyalar que les restriccions també afectaven la difusió de missatges SMS a televisió o trucades en directe a la ràdio. Els webmaster van ser obligats a tancar pàgines d'Internet de contingut polític durant dotze dies sota l'amenaça d'una clausura permanent. Després del bloqueig militar dels mitjans de comunicació, blogs com Bangkok Pundit van narrar amb detall els esdeveniments que afectaven tot el país. A Flickr, diversos usuaris van mostrar fotografies amb escenes de les hores anteriors i posteriors al cop i a YouTube hi van aparèixer alguns vídeos en els quals podien veure's els carrers de Bangkok ocupats pels militars.
Palanggoon Klaharn, portaveu dels colpistes, va manifestar que s'actuaria «preventivament» contra la premsa estrangera que cobria la situació a Tailàndia a causa de la desinformació dels periodistes no tailandesos que insultaven la monarquia del país, sense especificar quins eren aquests insults.
Tot i que el 23 de setembre les tropes van rebre l'ordre de mostrar-se amables amb la població, al cap de tres dies la Junta Militar va decidir prohibir els balls i espectacles públics prop dels llocs on hi havia unitats de l'exèrcit. Això fou després que un grup reduït de ballarines amb vestimenta militar fes una funció en una plaça de Bangkok per entretenir els soldats.

## Govern interí

### Procés d'elecció del primer ministre
La Junta militar es va reunir durant els primers dies del cop per a proposar al rei un conjunt de possibles candidats per a fer de primer ministre de transició. Entre els candidats hi havia el general Surayud Chulanont, membre del Consell Privat del Rei; el Governador del Banc Nacional de Tailàndia, Pridiyathorn Devakula; Supachai Panitchpakdi, exdirector general de l'Organització Mundial del Comerç i Secretari general de l'UNCTAD; Charnchai Likhitchittha, expresident del Senat Meechai Richuphand, i el president del Tribunal Suprem, Akkharathorn Chularat. No obstant això el general Sonthi va declarar el 26 de setembre que «és necessari conservar el Consell [Militar] a fi que no hi hagi manques en l'Executiu» encara que es triï un nou primer ministre.
El primer ministre destituït, Shinawatra, va instar, des de Londres, la convocatòria d'eleccions generals al més aviat possible: «espero que el nou règim prepari sense demora noves eleccions generals i que preservi els principis de la democràcia» i va assegurar que desconeixia que es preparés un cop d'estat en els dies previs al 19 de setembre.
El 28 de setembre, un portaveu de la Junta militar va anunciar que el Consell per a la Reforma Democràtica havia resolt el nomenament del primer ministre entre cinc candidats, sense especificar qui era ni entre quins candidats. No obstant això, es donava per fet entre diversos mitjans que el proposat seria en Surayud Chulanont, un militar retirat membre del Consell Privat del Rei que havia arribat a ser Comandant Suprem de l'Exèrcit.

### Primer ministre i Govern

#### Designació del primer ministre

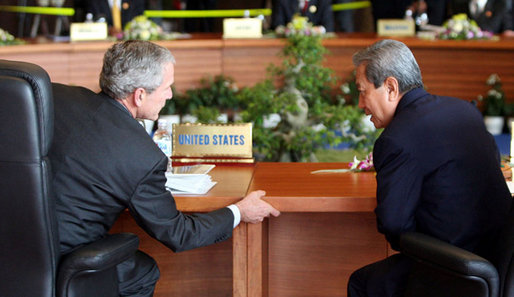
Surayud Chulanont i el president dels Estats Units, George W. Bush, al Centre de conferències de Hanói, Vietnam, en la cimera de l'APEC de novembre de 2006.

L'1 d'octubre el Consell per a la Reforma Democràtica va comunicar oficialment l'elecció del general Surayud Chulanont com a nou primer ministre interí durant un any fins que se celebressin eleccions a l'octubre de 2007. El líder colpista, general Shonti, va dir:
| « | El passat dia 28 vaig anar a casa seva i vaig dedicar mitja hora per a convèncer-lo que acceptés el càrrec mentre el país estigui en crisi […] El general té la nostra confiança per a ser primer ministre i el rei l'ha triat per tal que administri el país d'ara endavant. | » |

El general Chulanont, havent jurat el càrrec davant del Consell per a la Reforma Democràtica i després davant del rei, va dir que pel que fa al conflicte amb els musulmans del sud «els problemes polítics en el sud del país són producte de la injustícia [...] Urgeixo a tothom que ens ajudi a resoldre aquests problemes». Va expressar que les prioritats del nou govern serien «la solució de dos assumptes: els problemes polítics i la violència al sud, per a això cal la cooperació de tots els sectors de la societat», i que el nou gabinet estaria definit en dues setmanes.
El general Shonti, president del Consell de Seguretat Nacional —substitut del Consell per a la Reforma Democràtica—, va manifestar la satisfacció pel nomenament del nou primer ministre i que «[aquest] farà servir el seu judici per escollir-los [(els ministres)]. Els membres del futur gabinet ministerial tindran més coneixements que nosaltres per sober com administrar els assumptes de l'estat».
El 5 d'octubre el primer ministre Chulanont va manifestar la intenció d'establir contacte amb els separatistes musulmans i ho va qualificar «com a diàleg, no negociació».
A principi d'octubre, Pridiyathorn Devakula, president del Banc de Tailàndia, va dir que en Chulanont li havia proposat d'integrar-se al nou govern i que havia acceptat.

#### Composició i canvis al Govern
El 9 d'octubre, amb l'aprovació del rei, es va formar el govern civil interí dirigit pel general Chulanont. Després de les remodelacions del 18 de novembre de 2006 i del 2 de febrer de 2007, el gabinet es va ampliar amb tres viceministres i un ministre adjunt al primer ministre. El 28 de febrer de 2007 va dimitir el viceprimer Ministre i Ministre de Finances, Pridiyathorn Devakula, reemplaçat per Paiboon Wattanasiritham com a viceprimer Ministre. El nou Ministre de Finances va ser Chalongphob Sussangkarn. Prasit Kovilaikul va renunciar com a Ministre adjunt al Primer Ministre el 21 de maig de 2007 i entre setembre i octubre ho van fer els altres cinc ministres, quan la Comissió Anticorrupció va considerar que estaven implicats en diversos casos: Sitthichai Pokai-udom (Ministre d'Informació), Oranuch Osathanugroh (Viceministre de Comerç), Aree Wong-araya (Ministre d'Interior), Sawanit Kongsiri (Viceministre d'Afers exteriors) i Kasem Sanitwong Na Ayutthaya (Ministre de Desenvolupament i Recursos Naturals). Així, el general Surayud Chulanont va assumir les funcions de Ministre de l'Interior i Sonthi Boonyaratglin com a Viceprimer Ministre, passant Kosit Panpiemras a ocupar el lloc de Ministre d'Informació i Yongyuth Yuthawongse la cartera de Recursos Naturals. Al final del mandat el gabinet estava format per:
| Govern interí                                             |                                       |
| Primer Ministre                                           | Surayud Chulanont                     |
| Viceprimer Ministre                                       | Sonthi Boonyaratglin                  |
| Segon Viceprimer Ministre                                 | Paiboon Wattanasiritham               |
| Ministre d'Indústria i Informació                         | Kosit Panpiemras                      |
| Viceministre d'Indústria                                  | Piyabutr Cholvijarn                   |
| Ministre adjunt al Primer Ministre                        | Khunying Thipawadee Meksawan          |
| Segon Ministre adjunt al Primer Ministre                  | Thirapat Serirangsan                  |
| Ministre d'Afers exteriors                                | Nitya Pibulsonggram                   |
| Ministre de l'Interior                                    | Surayud Chulanont                     |
| Viceministre de l'Interior                                | Banyat Chansena                       |
| Ministre de Justícia                                      | Charnchai Likitjitta                  |
| Ministre de Transports                                    | Thira Haocharoen                      |
| Viceministre de Transports                                | Sansern Wongcha-um                    |
| Ministre de Turisme i Esports                             | Suvit Yodmani                         |
| Ministre de Desenvolupament Social i Seguretat Humana     | Paibool Watanasiritham                |
| Viceministre de Desenvolupament Social i Seguretat Humana | Poldej Pinprateep                     |
| Ministre d'Agricultura i Cooperatives                     | Thira Sutabutra                       |
| Viceministre d'Agricultura i Cooperatives                 | Rungruang Issararangkura Na Ayutthaya |
| Ministre d'Energia                                        | Piyasvasti Amranand                   |
| Viceministre de Comerç                                    | Oranuch Osathanugroh                  |
| Ministre de Desenvolupament i Recursos Naturals           | Yongyuth Yuthawongse                  |
| Ministre de Treball                                       | Apai Chanthanajulaka                  |
| Ministre de Cultura                                       | Khunying Khaisri Sri-aroon            |
| Ministre de Ciència i Tecnologia                          | Yongyuth Yuthavong                    |
| Ministre d'Educació                                       | Wijit Srisa-arn                       |
| Viceministre d'Educació                                   | Varakorn Samkoset                     |
| Ministre de Salut Pública                                 | Mongkol Na Songkhla                   |
| Viceministre de Salut Pública                             | Morakot Kornkasem                     |
| Ministre de Finances                                      | Chalongphob Sussangkarn               |
| Viceministre de Finances                                  | Sommai Phasee                         |

### Desenvolupament del mandat

#### Constitució provisional
El 25 de setembre la junta militar va acabar l'esborrany del nou text constitucional que va ser lliurat al rei el 30 del mateix mes per a la seva avaluació, examen i ratificació. La nova norma va substituir de facto la constitució de 1997, que va ser abolida el mateix 19 de setembre.
El Consell per a la Reforma Democràtica va anunciar l'1 d'octubre l'entrada en vigor de la Constitució interina al mateix temps que proposava a Chulanont per al càrrec de primer Ministre. L'anunci es va fer a través de la televisió estatal quan el rei Bhumibol Adulyadej ja havia signat les lleis fonamentals proposades per la Junta Militar.
Els punts essencials del nou text constitucional establien que:
1. El Consell per a la Reforma Democràtica es converteix en el Consell de Seguretat Nacional amb facultats per cessar el primer Ministre i/o algun o tots els membres del gabinet sota les ordres del seu president, el general Sonthi.
2. Es crearà una Assemblea Nacional de 250 membres triats pel Consell Nacional de Seguretat amb l'aprovació del rei. Cap d'aquests podrà ser Ministre.
3. Es nomenarà un grup de 35 persones encarregades de la redacció d'un nou text constitucional per a l'octubre de 2007. Aquest grup serà integrat per 10 experts legalistes triats pel Consell de Seguretat Nacional i 25 a proposta d'una Assemblea Popular de 2.000 membres, triada també per aquest Consell.
4. Els partits polítics tenen prohibida la participació en l'elaboració del text constitucional.
5. Totes les decisions preses pel Consell per a la Reforma Democràtica des del cop d'estat del 19 de setembre romandran en vigor, incloent-hi les restriccions a les llibertats públiques, censura de premsa i altres.
6. La nova norma garanteix la immunitat de la Junta Militar pel cop d'estat i les decisions preses fins avui.

#### Assemblea Nacional
Tal com establia la Constitució interina, el 12 d'octubre de 2006 el rei va aprovar la proposta feta pel Consell de Seguretat Nacional, amb els 250 components de la nova Assemblea Nacional que compliria les funcions de l'antiga Cambra de Representants i el Senat. La principal funció, a més de la legislativa, seria l'elaboració i aprovació d'una Constitució nova, per a això es va marcar el termini a octubre del 2007. Entre els membres triats només hi van figurar quatre representants dels partits polítics: Suri Pitsuwan del Partit Demòcrata de Tailàndia;Akkarapol Sorasuchart del Partit Mahachon; Pinij Jarusombat, antic membre del Thai Rak Thai, i Kanchana Silapa-archa del Chart Thai.

#### Reaccions públiques davant el nou govern i la Constitució provisional

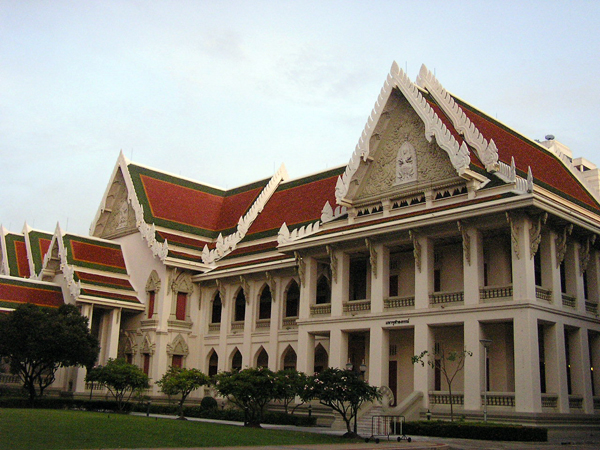
La Universitat de Chulalongkorn, una de les places fortes que va ser més crítica amb el govern provisional.

El líder del Partit Demòcrata de Tailàndia, Abhisit Vejjajiva, va manifestar el suport a Chulanont assenyalant que era una figura altament respectada i que en coneixia la integritat. Per part del Thai Rak Thai, al govern fins al cop d'estat, Pimuk Simaroj, actuant com a portaveu, va dir: «[li donem] el nostre suport moral perquè ens lideri cap a la normalització del país», afegint que el consideraven un home hàbil i capaç i que com a partit li pregaven que fes avançar la nació.
D'altra banda, Ji Ungpakorn, professor de la universitat de Chulalongkorn i que va ser un dels activistes contra el cop d'estat, va ser crític i va afirmar que la Junta militar havia triat «un dels seus» com a primer ministre, com a cap de la dictadura militar.

#### Reaccions internacionals
- Estats Units: un portaveu del Departament d'estat dels EUA va dir que la Constitució interina s'ajustava a la protecció dels drets fonamentals i que confiava que s'aixequessin les restriccions d'aquests drets en un termini breu. Va afeginr que «esperem que el nou primer ministre, així com els membres del seu gabinet, treballin amb una àmplia representació de la societat tailandesa per facilitar una ràpida tornada a les regles democràtiques». L'ambaixador dels Estats Units a Tailàndia es va reunir amb el primer Ministre Chulanont per tal d'expressar-li el desig del seu país d'una ràpida tornada a la democràcia, manifestant després de l'entrevista que Chulanont li havia dit que així es faria. El 3 d'octubre un portaveu de la Casa Blanca va indicar en roda de premsa que la «imatge de Tailàndia als ulls del món i les relacions amb EUA estaran perjudicades fins que Tailàndia torni al lloc que li pertoca com a líder democràtic d'Àsia», va mostrar la seva preocupació pels drets fonamentals i va reclamar «la protecció clara i sense esquerdes de les llibertats civils per part de les autoritats civils i militars, i una ràpida tornada a les eleccions democràtiques».[56][57]

- Nova Zelanda: la Primera Ministra, Helen Clark, va manifestar la preocupació del seu govern pel nou gabinet tailandès i va demanar als nous governants que «procedeixin sense demora a la restauració de la Constitució i que celebrin eleccions justes i lliures. ... Han estat reduïts drets civils i polítics molt bàsics de llibertat i expressió».

- Japó: des del Ministeri d'Afers exteriors de Japó es va manifestar preocupació i es va exigir el restabliment del sistema democràtic.

- Cambodja: el govern de Cambodja, a través d'un portaveu, va dir que el govern «no acollia de bon grat aquest assumpte i desitjava un retorn immediat a la democràcia sense vessament de sang», esperem que l'elecció del primer Ministre permanent es faci mitjançant procediments democràtics. No obstant això el 5 d'octubre el primer Ministre de Cambodja, Hun Sen, va felicitar a Surayud Chulanont per la seva designació en un missatge radiat: «hi ha un govern provisional a Tailàndia. Tailàndia ha establert un nou govern. Ara Tailàndia té un nou primer ministre. Desitjo bona sort al nou primer ministre».[58]

- Filipines: el ministre de la Presidència, Eduardo Ermita, va preferir considerar el procés a Tailàndia com un «assumpte intern».

- Xina: el Ministeri d'Assumptes externs fou l'únic que va fer un comunicat d'acord amb la nova situació política: va indicar que el govern «estava content» i va desitjar harmonia per a la societat tailandesa i sa economia.[59][60][61]

Durant una trobada diplomàtica del govern amb diverses delegacions el dia 11 d'octubre, la Unió Europea, a través de l'ambaixador de Finlandia, va manifestar dubtes sobre el nou govern, tot i això va dir que no s'establirien sancions diplomàtiques. L'ambaixador del Japó a Tailàndia va dir que seria una bona mesura que el govern interí derogués la llei marcial vigent. L'ambaixador de Cambodja va expressar-se en el mateix sentit, tot i que va matisar que es un problema intern del país.

#### Oposició, processos judicials i preparatius electorals

##### Oposició i aixecament parcial de les limitacions polítiques
El 15 de juny de 2007, una cop aixecades les prohibicions que afectaven les reunions polítiques, 20.000 seguidors del primer Ministre destituït, Thaksin Shinawatra, es van concentrar a Bangkok. Allí van veure un vídeo de Thaksin des de l'exili en el qual afirmava que ell era un perseguit polític, a més va criticar el bloqueig de comptes que patien ell i la seva família. L'acte va ser convocat per l'Aliança Democràtica contra la Dictadura, afí a l'anterior règim. El primer Ministre, Surayud Chulanont, va afirmar el 16 de juny que en Thaksin era benvingut si decidia tornar al país i que desitjaven parlar amb ell.
La censura d'activitats dels partits polítics acabar-se el juliol de 2007 per 149 vots a favor i quatre en contra.

##### Processos judicials
Al juny, la Cort Suprema va fer la primera acusació formal contra Thaksin i la seva esposa per ocultació de valors de la companyia OAI Property. També, tant la Comissió Anticorrupció creada després del cop d'estat, com el Comitè Auditor de Comptes, van immobilitzar els comptes bancaris de la família de Thaksin fins a un import de 66.800 milions de bat (uns 2.000 milions de dòlars). Thaksin va anunciar que recorreria a la justícia al mateix temps que, al·legant raons de seguretat, no va comparèixer en la citació que tenia el 26 de juny a Bangkok per operacions il·lícites.
La Cort Suprema va emetre, el 14 d'agost de 2007, una ordre d'arrest contra l'exprimer ministre, Thaksin Shinawatra, i la seva esposa, en el primer dia del judici pel primer càrrec de corrupció que se li va formular. Thaksin va ser acusat d'ajudar a la seva dona, Pojaman, en l'adquisició d'uns terrenys a una agència estatal a preus per sota dels del mercat. En concret va pagar, segons l'acusació, 16,6 milions d'euros per un terreny de cinc hectàrees situat al centre de Bangkok. En total l'exprimer ministre tenia pendents dotze acusacions formals de corrupció de la fiscalia, la més important era la d'emblanquiment de diners a través de diverses empreses en paradisos fiscals.

##### Procés electoral
Sonthi Boonyaratklin va anunciar, el juliol de 2007, que era probable que les eleccions previstes per aquest any es retardessin fins a 2008, ja que s'havia d'elaborar el nou text constitucional i fer els ajustaments requerits. Tot i això el primer Ministre, Surayud Chulanont, va reiterar que se celebrarien el 2007: «Vaig dir que les eleccions se celebrarien aquest any i mantinc la meva paraula, que és el més important en la meva vida».

#### Constitució de 2007

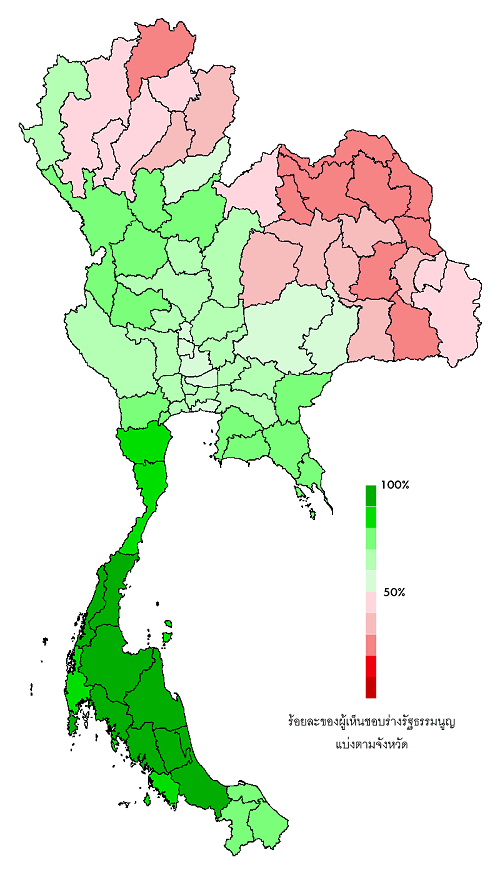
Resultats del referèndum constitucional. En verd, les províncies de Tailàndia en les quals hi va haver més vots a favor; en rosa, les que van tenir més vots en contra.

L'Assemblea Popular de Parlamentaris, que havia de triar els redactors de la Constitució definitiva. Era composta per dos mil membres que van seleccionar 200 candidats a proposar al Consell Nacional de Seguretat. L'elecció es va ser criticar des de diversos sectors per la vinculació dels triats amb la Junta militar. Van proposar-se mitjançant un sistema corporatiu: de tots, 74 eren empleats públics, 34 acadèmics i 54 empresaris, gerents o directius. No hi havia cap representació de sectors laborals o de classe mitjana modesta. El president de l'Assemblea constituent fou el rector de la Universitat de Thammasat, Noranit Setabutr.
Sobre un primer esborrany de caràcter provisional, la Junta militar va seleccionar 100 membres dels 200 proposats i va crear un comitè presidit per Prasong Soonsiri. El Comitè va aprovar, el 5 de juliol de 2007, el text que hauria de sotmetre's a referèndum el 19 d'agost amb 98 vots a favor i dues absències. Els 35 membres redactors van perfilar el text. Els resultats del referèndum van ser ajustats, van votar-hi a favor el 57,61% dels que van anar a votar, amb una oposició del 42,39 %. Hi havia grans diferències entre unes regions i unes altres.
El text aprovat va eliminar la confessió budista de l'Estat, va reduir de 500 a 480 els membres de la Cambra de Representants, i de 200 a 150 els del Senat. A la Cambra alta, la meitat dels senadors serien triats per magistrats, funcionaris electorals i grups cívics. D'altra banda, el projecte va limitar els poders del primer ministre i va establir un sistema de vigilància del comportament dels polítics. La resta de la norma fonamental va mantenir les previsions bàsiques de la Constitució de 1997.

## Violència
Entre el 31 de desembre de 2006 i l'1 de gener de 2007 hi va haver una sèrie d'explosions a Bangkok. En vuit punts diferents de la ciutat van causar dos morts i trenta-vuit ferits, nou dels quals eren estrangers (quatre hongaresos, tres serbis i dos britànics). Les autoritats van atribuir aquests actes a la «elit enderrocada» en el cop d'estat, no directament a membres del govern, sinó a tots aquells que havien perdut poder.
No hi va haver evidències que en determinessin l'autoria. Les primeres informacions del govern interí van apuntar la possibilitat que fossin membres de la insurrecció del sud, a la regió de Pattani, encara que Surayud Chulanont va afirmar l'1 de gener que no semblava probable que els insurgents s'haguessin desplaçat des de tan lluny per fer els atemptats. Va indicar que els serveis d'intel·ligència militar creien que es tractava d'anteriors membres de la classe dirigent, tot i que no podien indicar amb certesa qui eren: «per les proves que hem recollit, hi ha una lleugera possibilitat que està vinculada amb la insurrecció meridional, però és més probable que estiguin vinculats amb persones que han perdut beneficis polítics». En el mateix sentit es va expressar el general Saprang Kalayanamitr. El 3 de gener el Consell de Seguretat Nacional va atribuir l'autoria a «militars renegats». Es va indicar que «les evidències i la informació recaptada per la intel·ligència proven que fou un treball brut de soldats lleials als polítics que van perdre poder i beneficis, amb l'objectiu d'enderrocar aquest govern».
Les acusacions contra persones i organitzacions vinculades a l'anterior govern destituït que Thaksin Shinawatra i membres del Thai Rak Thai havien negat no es van provar. Dies després les autoritats es van retractar de les acusacions contra el govern destituït.
Surayud Chulanont va indicar el 5 de gener que «la situació és inquietant.Durant un o dos mesos pot haver-hi caos, per la qual cosa la població ha d'estar alerta». Aquesta situació es va unir als rumors sobre un possible cop d'estat per la divisió que hi havia a les forces armades. El general Sonthi va declarar que «necessitem unitat a les forces armades. Crec que si hi ha una bona relació i bon esperit no es produirà un cop».

## Eleccions generals
Les eleccions van ser el 23 de desembre, d'acord amb els plans del Consell de Seguretat Nacional i el Govern. Va obtenir la victòria per majoria relativa el Partit del Poder del Poble, amb 232 escons del total de 480 de la Cambra de Representants. El líder, Samak Sundaravej, vinculat políticament al destituït Thaksin Shinawatra, va aconseguir formar una coalició de govern i ser triat primer Ministre el 28 de gener de 2008. En la investidura va obtenir 310 vots a favor de la Cambra de Representants.
Thaksin Shinawatra, destituït pel cop d'estat, va anunciar, després de conèixer la victòria del Partit del Poder del Poble, la intenció de tornar a Tailàndia des de l'exili al Regne Unit, encara que tenia dues ordres de crida i cerca per sengles casos de corrupció.
El cap colpista, Sonthi Boonyaratglin, que havia dimitit com a president del Consell de Seguretat Nacional, per poder dedicar-se a l'activitat política, en favor del Comandant de la Reial Força Aèria de Tailàndia, Chalit Pookpasuk, va reiterar el seu compromís d'acceptar els resultats electorals.

## Govern de Samak Sundaravej
El nou govern sorgit de les eleccions estava compost per una majoria de partidaris de l'antic primer ministre Thaksin Shinawatra, presidit per Samak Sundaravej, i el Partit del Poder del Poble, va mantenir l'estabilitat del primer gabinet fins a juny de 2008.

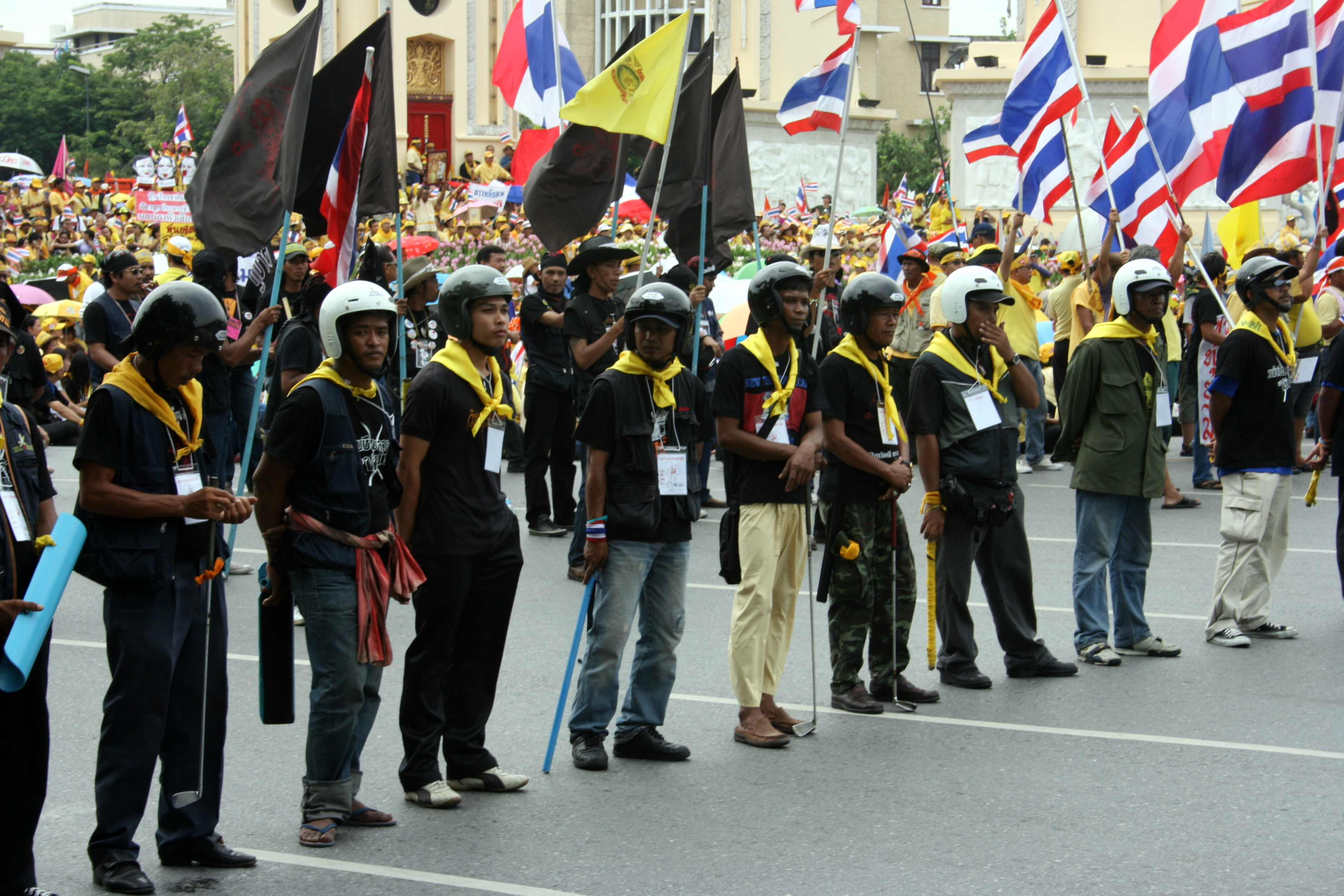
Protestes de militants de l'Aliança del Poble per a la Democràcia a Bangkok el 2 d'agost de 2008.

El 27 de juny va haver d'enfrontar-se a una moció de censura en la qual el govern només va obtenir 228 vots, 83 menys que en la seva investidura, però que va superar gràcies a l'absència de gairebé quaranta parlamentaris.
No obstant això, els escàndols que van afectar diversos membres del gabinet i al president de l'Assemblea Nacional va forçar la dimissió d'uns quants el juliol de 2008. Les raons de la crisi de juliol, a més de les que afectaven les dubtoses actuacions d'alguns membres del partit del govern, van tenir l'origen també, i sobretot, en un antic conflicte fronterer amb Cambodja. El Ministeri d'Afers exteriors va signar uns acords amb Cambodja per resoldre el conflicte sobre l'estatus del Temple Preah Vihear perquè fos declarat Patrimoni de la Humanitat. El temple està situat a la frontera entre tots dos països, però el Tribunal Internacional de Justícia de l'Haia va declarar que es trobava en territori de Cambodja malgrat l'oposició tailandesa.
El Ministre d'Afers exteriors tailandès, Noppadon Pattama, va dimitir després de saber-se que havia signat els acords i la petició amb el suport de les autoritats de Cambodja, a la Unesco, per declarar el temple Patrimoni de la Humanitat. La declaració la va efectuar l'organisme de l'ONU el 7 de juliol. El ministre i altres membres de l'administració van ser acusats davant els tribunals de violar els articles 190 i 270 de la constitució.